# Список заслуженных тренеров России по самбо
Ниже приводится неполный список Заслуженных тренеров России по самбо.

## 1992
- 25/12/1992 — Амиров, Александр Шахназарович
- 25/12/1992 — Горлов, Виктор Михайлович
- 25/12/1992 — Сагдиев, Зуфар Вазильевич
- 25/12/1992 — Филиппов, Андрей Николаевич

## 1993
- 01/07/1993 — Бабоян, Рудольф Мкртичевич
- 30/07/1993 — Берзегов, Шихам Асланович
- 01/07/1993 — Гритчин, Владимир Васильевич
- 30/12/1993 — Данилов, Анатолий Ксенофонтович
- 31/12/1993 — Данилов, Николай Павлович
- 01/07/1993 — Егрушов, Виктор Иванович
- 30/07/1993 — Зинчак, Владимир Степанович
- 30/12/1993 — Иващенко, Виктор Саввич
- 31/12/1993 — Козлов, Владимир Иванович
- 01/07/1993 — Королёв, Николай Николаевич
- 30/10/1993 — Кулешов, Валентин Николаевич
- 01/07/1993 — Кутьин, Владимир Георгиевич
- 31/12/1993 — Пчёлкин, Вячеслав Иванович
- 31/12/1993 — Сальников, Эдуард Сергеевич
- 30/07/1993 — Хлопецкий, Анатолий Петрович
- 30/07/1993 — Ширшов, Евгений Юрьевич
- 30/04/1993 — Чапаев, Ваха Хасанович

## 1994
- 04/01/1994 — Балыков, Юрий Алексеевич
- 11/04/1994 — Гиоев, Руслан Борисович
- 11/04/1994 — Купин, Сергей Иванович
- 11/04/1994 — Лайшев, Ренат Алексеевич
- 11/04/1994 — Савин, Николай Николаевич

## 1995
- 18/05/1995 — Выростков, Андриан Николаевич
- 28/02/1995 — Герасимов, Сергей Викторович
- 28/02/1995 — Дорошенко, Александр Лукьянович
- 18/05/1995 — Егоров, Николай Алексеевич
- 28/02/1995 — Иванов, Николай Ильич
- 31/08/1995 — Комаристый, Василий Васильевич
- 28/02/1995 — Лукашов, Сергей Николаевич
- 28/02/1995 — Мельников, Александр Николаевич
- 18/05/1995 — Новиков, Владислав Витальевич
- 31/08/1995 — Рогачёв, Вячеслав Михайлович
- 28/02/1995 — Савихин, Николай Григорьевич
- 28/02/1995 — Стенников, Валерий Глебович
- 31/08/1995 — Тиновицкий, Константин Георгиевич

## 1996
- 29/02/1996 — Бородаенко, Владимир Николаевич
- 29/02/1996 — Цыцарев, Алексей Анатольевич
- 30/12/1996 — Шоя, Юрий Александрович

## 1997
- 30/08/1997 — Гордеев, Михаил Александрович
- 28/02/1997 — Репин, Виктор Викторович
- 30/12/1997 — Ушаков, Александр Фёдорович
- 30/10/1997 — Хапай, Хамид Юсуфович

## 1998
- 05/06/1998 — Бузин, Олег Викторович
- 25/12/1998 — Волос, Александр Николаевич
- 25/12/1998 — Ерёмин, Александр Иванович
- 25/12/1998 — Исхаков, Александр Михайлович
- 25/12/1998 — Локалов, Павел Анатольевич
- 05/06/1998 — Путин, Владимир Владимирович
- 25/12/1998 — Пьянков, Алексей Кимович
- 25/12/1998 — Селиванов, Евгений Васильевич
- 25/12/1998 — Сергеев, Валентин Максимович
- 25/12/1998 — Хагай, Валерий Сергеевич

## 1999
- 23/02/1999 — Береснев, Сергей Николаевич
- 27/04/1999 — Ефремов, Евгений Алексеевич
- 02/12/1999 — Клименко, Татьяна Павловна
- 30/12/1999 — Логинов, Вадим Викторович
- 02/12/1999 — Сандгартен, Анатолий Михайлович
- 23/02/1999 — Федорин, Сергей Владимирович
- 02/12/1999 — Хот, Юнус Исмаилович
- 23/02/1999 — Шульга, Михаил Алексеевич
- 23/02/1999 — Ярмолюк, Владимир Степанович

## 2000
- 17/02/2000 — Абсаттаров, Наиль Накиевич
- 10/08/2000 — Андреев, Александр Сергеевич
- 23/11/2000 — Белоусов, Иван Иванович
- 07/03/2000 — Великохатская, Елена Петровна
- 10/08/2000 — Гибадулин, Тальгат Абдулович
- 14/04/2000 — Дьячков, Вячеслав Васильевич
- 27/10/2000 — Жиляев, Дмитрий Сергеевич
- 17/02/2000 — Зубков, Вячеслав Дмитриевич
- 28/06/2000 — Кадыров, Аслан Меджидович
- 14/04/2000 — Касимов, Рамиль Хамидулович
- 27/10/2000 — Конин, Василий Иванович
- 14/04/2000 — Лешин, Александр Петрович
- 07/03/2000 — Магеррамов, Аллахверди Сейфулла Оглы
- 27/10/2000 — Мужиков, Вячеслав Александрович
- 28/06/2000 — Пельменев, Виктор Константинович
- 10/08/2000 — Пленкин, Александр Васильевич
- 28/06/2000 — Пшмахов, Аюб Ибрагимович
- 27/10/2000 — Скоч, Андрей Владимирович
- 17/02/2000 — Смолин, Василий Васильевич
- 27/10/2000 — Фунтиков, Павел Владимирович
- 27/10/2000 — Шашков, Андрей Анатольевич

## 2001
- 22/02/2001 — Большакова, Светлана Николаевна
- 04/10/2001 — Гончаров, Владимир Иванович
- 20/12/2001 — Гурин, Владимир Павлович
- 27/06/2001 — Гусейнов, Афран Ариф-Оглы
- 20/12/2001 — Кулик, Николай Георгиевич
- 06/04/2001 — Новиков, Антон Владимирович
- 27/06/2001 — Терешок, Александр Алексеевич
- 20/12/2001 — Хапай, Асхад Юсуфович
- 04/10/2001 — Хохлов, Николай Петрович

## 2002
- 21/03/2002 — Гритчин, Игорь Владимирович
- 05/09/2002 — Куринной,  Игорь Иванович
- 21/03/2002 — Сенкевич, Юрий Николаевич
- 21/03/2002 — Старостин, Вячеслав Юрьевич
- 25/04/2002 — Шимко, Михаил Иванович
- 25/04/2002 — Щелкушкин, Алексей Николаевич

## 2003
- 30/10/2003 — Ахметзянов, Альберт Загидович
- 27/02/2003 — Бородин, Владимир Георгиевич
- 25/12/2003 — Джаримок, Нурбий Шумафович
- 30/10/2003 — Коростелев, Юрий Васильевич
- 28/08/2003 — Котов, Вениамин Борисович
- 26/06/2003 — Лебедев, Алексей Александрович
- 29/04/2003 — Мельцов, Юрий Вильгельмович
- 26/06/2003 — Мухаметшин, Рустам Глусович
- 28/08/2003 — Сергеев, Сергей Николаевич
- 26/06/2003 — Трошкин, Дмитрий Викторович
- 29/04/2003 — Фадеев, Александр Николаевич
- 27/02/2003 — Фалеева, Оксана Анатольевна
- 26/06/2003 — Ходырев, Андрей Николаевич

## 2004
- 09/03/2004 — Дзыбов, Хамзет Мугсинович
- 09/03/2004 — Ивашина, Татьяна Алексеевна
- 09/03/2004 — Лазарев, Александр Егорович
- 30/06/2004 — Корольков, Дмитрий Сергеевич
- 04/03/2004 — Портнов, Сергей Викторович
- 04/03/2004 — Рыбаков, Алексей Борисович

## 2005
- 13/09/05 — Сафронов, Виталий Анатольевич
- 05/04/05 — Шегельман, Илья Романович